# طبقه‌بندی بین‌المللی آماری بیماری‌ها
طبقه‌بندی بین‌المللی آماری بیماری‌ها(ای‌سی‌دی) (به انگلیسی: International Classification of Diseases (ICD)) یک ابزار جهانی تشخیصی همه‌گیرشناسی، مدیریت بهداشتی و اهداف بالینی است که توسط سازمان بهداشت جهانی(WHO)، به عنوان مرجع هدایت و هماهنگی بهداشت در نظام سازمان ملل متحد، منتشر می‌شود.
این جزوه که به طبقه بندی فهرستی بیماری ها بر اساس خاستگاه‌ و ویژگی های مشترک آنان می‌پردازد؛ به‌صورت دوره‌ای بازنگری و بازنشر می‌گردد. در حال حاضر، دهمین نسخه آن (ICD-10) در سراسر جهان مورد استفاده قرار  می‌گیرد. بازنگری یازدهم آن (ICD-11) در ۲۵ مه ۲۰۱۹ توسط مجمع جهانی بهداشت پذیرفته شده است و از ۱ ژانویه ۲۰۲۲ رسماً لازم الاجرا است.

## WHO official ICD sites
- انگلیسی ICD Homepage
- انگلیسی ICD Implementation database  بایگانی‌شده  در ۳ اوت ۲۰۰۸ توسط Wayback Machine
- انگلیسی ICD-۱۰ updates
- انگلیسی ICD-۱۰ Online look up tool on Volume ۱ and ۳ of the ICD-۱۰
- انگلیسی ICD-۱۰ INSTRUCTION MANUAL Volume ۲ online
- انگلیسی ICD-۱۱ Revision information
- انگلیسی ICD-۱۱ Revision platform - interactive